# 訥斯拉赫約赫山

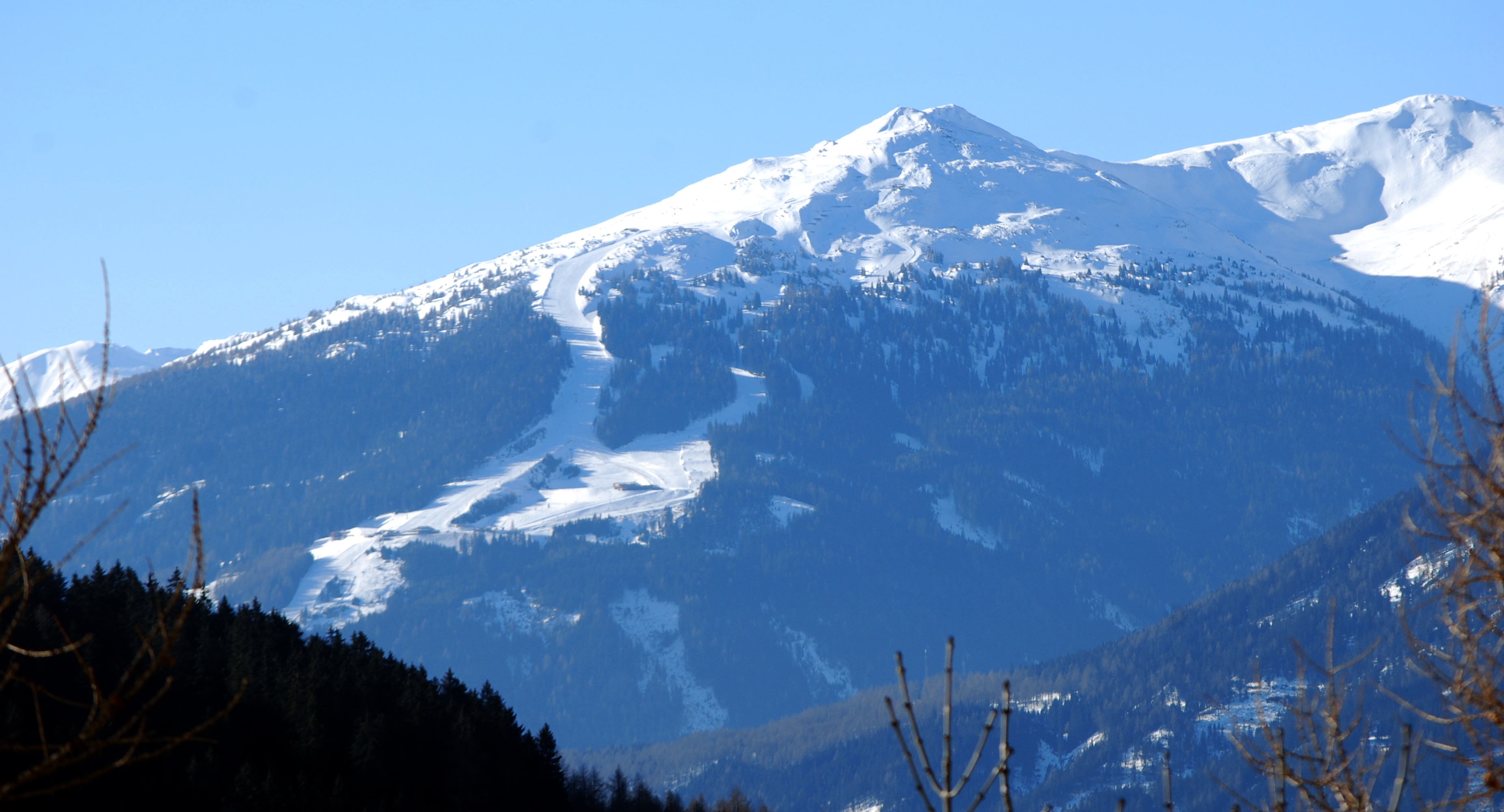

47°3′29″N 11°26′29″E / 47.05806°N 11.44139°E
訥斯拉赫約赫山（德語：Nösslachjoch），是奧地利的山峰，位於該國西部，由蒂羅爾州負責管轄，屬於斯圖拜阿爾卑斯山脈的一部分，海拔高度2,231米，每年平均降雨量1,666毫米。